# Crise vénézuélienne de 1902-1903

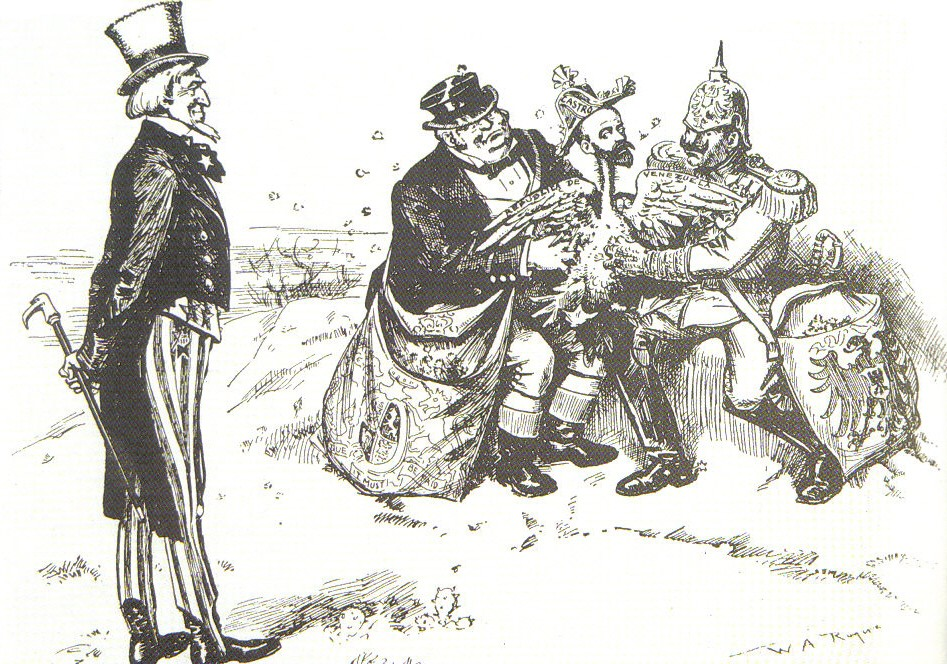
Caricature publié par le New York Herald en janvier 1903

La crise vénézuélienne de 1902-1903 est un blocus naval imposé contre le Venezuela par le Royaume-Uni de Grande-Bretagne et d'Irlande, l'Empire allemand et le royaume d'Italie de décembre 1902 à février 1903, après que le président Cipriano Castro a refusé de payer les dettes extérieures et les dommages subis par les citoyens européens lors des récentes guerres civiles vénézuéliennes. 
Castro espérait que la doctrine Monroe amènerait Washington à agir pour empêcher l'intervention militaire européenne. Cependant, à l'époque, le président américain Theodore Roosevelt et son département d'État considéraient que la doctrine ne s'appliquait qu'à l'invasion de territoire, ce qui n'était pas le cas du blocus. Avec des promesses européenne qu'aucune saisie de ce type ne se produirait, les États-Unis étaient officiellement neutres, ce qui a permis à l'action d'aller de l'avant sans objection.
Le vice-amiral britannique Archibald Douglas commande les opérations à bord du HMS Ariadne.
Le blocus a vu la petite marine vénézuélienne rapidement désarmée après un bombardement le 10 décembre 1902, mais Castro a refusé de céder, et a plutôt accepté en principe de soumettre certaines des demandes à l'arbitrage international, qu'il avait précédemment rejetées. L'Allemagne s'y est d'abord opposée, arguant que certaines revendications devraient être acceptées par le Venezuela sans arbitrage. 
La flottille de la marine impériale allemande comprend le croiseur protégé SMS Vineta, les croiseurs auxiliaires SMS Gazelle et SMS Falke, la SMS Panther, les navires-écoles SMS Charlotte et SMS Stosch, ainsi qu'une canonnière vénézuélienne capturée, le Restaurador.

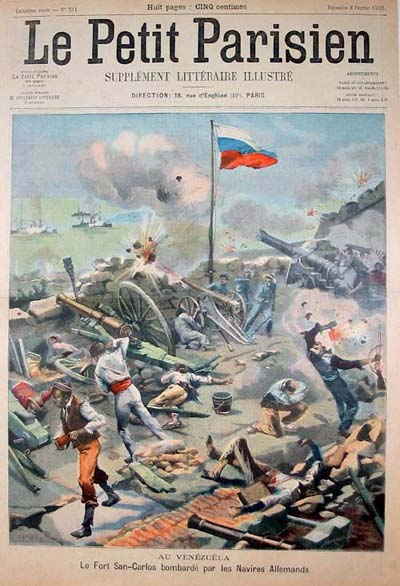
Première page du journal Le Petit Parisien sur le bombardement par des navires allemand de la forteresse San Carlos de la Barra.

Le contingent allemand s'empare du port de Puerto Cabello, le 4 janvier 1903, puis la SMS Panther se dirige vers le fort San Carlos de la Barra, près de Maracaibo, qu'elle bombarde le 17 janvier, suivie bientôt du SMS Vineta.
Le président Roosevelt força les Allemands à reculer en envoyant sa propre flotte plus imposante sous les ordres de l'amiral George Dewey et menaçant une entrée en guerre si les Allemands débarquaient. Devant la pression américaine et la réaction de plus en plus négative de la presse britannique, les nations européennes ont accepté un compromis, mais ont maintenu le blocus pendant les négociations. Cela s'est traduit par la signature d'un accord le 13 février 1903 par lequel le Venezuela s'engageait à consacrer 30 % de ses droits de douane au règlement des réclamations. Le blocus fut alors levé le 19 février 1903.
Toutefois, les pays bloquants ont plaidé en faveur d'un traitement préférentiel pour leurs revendications, ce que le Venezuela a rejeté. Le 7 mai 1903, dix puissances ayant des griefs contre le Venezuela, y compris les États-Unis, ont signé des protocoles renvoyant la question à la Cour permanente d'arbitrage de La Haye. La Cour a statué le 22 février 1904 en faveur des requérants. Washington n'était pas d'accord avec la décision de principe et craignait qu'elle n'encourage des interventions européennes futures pour obtenir un tel avantage. En conséquence, la crise a produit le corollaire Roosevelt à la doctrine Monroe, énoncée dans le message présidentiel Congrès de 1904. Par ce texte, les États-Unis affirment leur droit d'intervenir pour « stabiliser » les affaires économiques des petits États des Caraïbes et d'Amérique centrale s'ils ne sont pas en mesure de payer leurs dettes internationales, afin de prévenir une intervention européenne.

## Source
- (en) Cet article est partiellement ou en totalité issu de l’article de Wikipédia en anglais intitulé « Venezuelan crisis of 1902–1903 » (voir la liste des auteurs).